# Axel Ochoa
Axel Nicolás Ochoa (nacido el 13 de marzo de 1996) es un futbolista argentino. Juega de lateral izquierdo y su actual club es Sarmiento (La Banda) del Torneo Federal A.

## Carrera

### Inferiores de Lanús
Ochoa comenzó su carrera en las categorías inferiores de Lanús, participando con el club en la Copa Libertadores Sub-20 de 2016, donde anotó un gol (frente al Liverpool de Montevideo) en cuatro apariciones y Lanús quedó cuarto.

### Atlanta
El 24 de julio de 2017, Ochoa se unió al Atlanta. Hizo su debut profesional el 4 de septiembre durante un partido contra Colegiales.

### Belgrano
El 9 de febrero de 2021 se incorpora a Belgrano de Córdoba, firmó con el club hasta diciembre de 2021 con opción de compra.  En enero de 2022, Ochoa renueva su contrato con el club hasta finales de 2022.

## Clubes
| Club                 | País      | Año       |
| -------------------- | --------- | --------- |
| Lanús                | Argentina | 2016-2017 |
| Atlanta              | Argentina | 2017-2020 |
| Belgrano             | Argentina | 2021-2022 |
| Almirante Brown      | Argentina | 2022-2024 |
| Sarmiento (La Banda) | Argentina | 2025-Act. |